# Брунтал
Брунтал (на чешки: Bruntál; на немски: Freudenthal, Фройдентал) е град в Моравско-силезкия край на Чехия, административен център на едноименния окръг. Населението му е 16 925 жители (2013 г.).

## История
За първи път градът се споменава в документ, издаден от бохемския крал Пшемисъл Отокар I през 1223 г. В него владетелят потвърждава правата на град Уничов, дадени му около 10 години по-рано от брат му, маркграф Владислав Индржих; и в същото време му дава Магдебургски права: ...Quas habent Cives nostri de Froudenthal („...Както хората ни (поданиците ни) от Фройдентал“). Поради това се смята, че градът трябва да е основан малко преди Уничов, вероятно около 1210 г. Така Брунтал институционално е най-старият град на територията на днешна Чехия (като първото селище, получило Магдебургско право). До 1352 г. градът е мястото на апелативен съд за всички градове в Северна Моравия (включително Оломоуц и Опава), ползващи се от подобни права.
Ръстът на града през Средновековието е свързан с това, че в околностите му се добиват ценни метали.
Първоначално Брунтал влиза в Маркграфство Моравия, но в края на 13 – началото на 14 век преминава под контрола на Опавското княжество. По време на Тридесетгодишната война император Фердинанд II конфискува града от предните му владетели заради поддръжката на противниковата страна, и го предава на брат си Карл I, който е Велик магистър на Тевтонския орден. От 1625 г. в града е учредено лейтенантство на Ордена.
След Първата световна война, в резултат на разпадането на Австро-Унгария, градът влиза в границите на Чехословакия.

## Побратимени градове
- Бюдинген, Германия
- Кастеларано, Италия
- Гашовице, Полша
- Ополе, Полша
- Плунге, Литва
- Щурово, Словакия